# Dance of the Dead (telefilme)
Dance of the Dead é o terceiro episódio da primeira temporada da série de telefilmes de terror Masters of Horror. Foi emitida originalmente a 11 de novembro de 2005 nos Estados Unidos. Richard Christian Matheson adaptou o episódio de um conto de mesmo nome de 1954, escrito por seu pai, Richard Matheson. Billy Corgan, vocalista da banda Smashing Pumpkins, compôs a banda sonora do episódio.

## Sinopse
Num mundo pós-apocalíptico, onde cadáveres reanimados dançam no palco de The Doom Room para o entretenimento dos poucos que sobreviveram ao holocausto nuclear, Peggy embarca num encontro clandestino com o rebelde Jak. Contudo o que prometia ser uma noite de romance rapidamente dá lugar a gritos de pânico quando ela descobre a verdade sobre o perigoso mundo fora da alçada da sua mãe e os sacrifícios que foram feitos para garantir a sua sobrevivência.

## Recepção crítica
Dread Central escreveu: "Este é Hooper no seu melhor. Gratuito, niilista e desequilibrado. Desvinculado de qualquer poder que o tenha segurado por tantos anos".

## Links externos
- "Dance of the Dead" (em inglês) no IMDb

Predefinição:Masters of Horror
Predefinição:Richard Matheson